# Stachybotrys alternans
Stachybotrys alternans är en svampart som beskrevs av Bonord. 1851. Stachybotrys alternans ingår i släktet Stachybotrys, ordningen köttkärnsvampar, klassen Sordariomycetes, divisionen sporsäcksvampar och riket svampar.   Inga underarter finns listade i Catalogue of Life.